# Rhoemetalces III
Rhoemetalces III, död 46 e. Kr., var regerande kung i Thrakien mellan 38 e. Kr. och 46 e. Kr.